# Erni Krusten

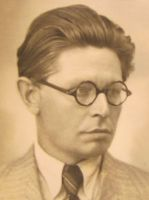

Erni Krusten (eigentlich Ernst Krustein) (* 17. Apriljul. / 30. April 1900greg. in Muraste; † 16. Juni 1984 in Tallinn) war ein estnischer Schriftsteller.

## Leben
Erni Krusten ist 1900 als Sohn eines Gärtners geboren und war ab 1915 selbst einige Jahre Gärtner. Bald versuchte er, der 1927 debütiert hatte, als freiberuflicher Schriftsteller zu leben, was ihm jedoch nur mit Unterbrechungen gelang. Nach der Sowjetisierung Estlands im Juni 1940 arbeitete er seit Januar 1941 bei der kurzlebigen Literatur-, Kunst- und Kulturzeitschrift Viisnurk ('Sowjetstern'). Während der deutschen Besatzung Estlands (1941–1944) war er Redakteur bei einer Zeitung in Rakvere. Nach dem Krieg war er kurze Zeit wieder als Gärtner tätig, ab 1950 konnte er als freier Schriftsteller in Rakvere leben. Seit 1991 erinnert eine Gedenktafel am ehemaligen Wohnhaus an ihn. Seit 1957 lebte Krusten in Tallinn.

## Werk
Krusten debütierte mit Kurzprosa und hat in diesem Genre auch am meisten veröffentlicht. Wichtiger waren jedoch seine Romane, von denen wenigstens einer auch größere Bekanntheit erreichte.
Die meisten von ihnen sind heute jedoch vergessen. Das betrifft sicherlich sein Vorkriegswerk, aber auch den unmittelbar in der Nachkriegszeit erschienenen Roman Pekside raamat ('Das Buch der Peksis', 1946), der noch deutliche Spuren der Vorkriegszeit trug und daher in sozialistischen Augen keine Gnade fand. Das führte dazu, dass das Buch völlig vergessen wurde. Aber der Roman, der eine Art Familiensaga ist, die vom Ende der 1920er-Jahre bis zum Zweiten Weltkrieg reicht, ist – weil er eben nicht sozialistisch-stereotyp ist – keineswegs langweilig. Das kommt durch einige unerwartete Wendungen und beispielsweise die Behandlung des Themas 'Kinderwunsch', den eine der Hauptpersonen plötzlich hat und sich auf unkonventionelle Art erfüllt.
Der bekannteste und gleichzeitig umfangreichste Roman von Erni Krusten erschien nach einem Vorabdruck in der Zeitschrift Looming in zwei Bänden 1954 und 1956 (sowie in späteren Neuauflagen). In Noorte südamed ('Die Herzen der jungen Leute') behandelt Krusten ausführlich die Vorgeschichte der Revolution von 1905 in Estland. Dabei liegt das Schwergewicht auf der Beschreibung der Lebensumstände in Nordostestland in den Jahren 1903 und 1904. Hauptthema ist der Konflikt zwischen den Generationen, die verschiedene Wege suchen, um der beklemmenden Situation zwischen Gutsherrnwillkür und Zarenmacht zu entkommen. Das Buch ist im Novellenstil verfasst und enthält viele einzelne Episoden, die nur locker miteinander verwoben sind. In vielen Passagen sind antideutsche, antiklerikale, antirussische bzw. antizarische Stimmungen formuliert, ohne dass der Roman jedoch auf billige Schwarz-weiß-Malerei setzt. So betrachtete gelingt es dem Autor, die Vielschichtigkeit der damaligen Gesellschaft darzustellen, ohne zu prätendieren, Patentlösungen anbieten zu können.

## Bücher

### Romane
- Mineviku jahil ('Auf der Jagd nach der Vergangenheit', 1929)
- Org Mägedi armastus ('Die Liebe des Org Mägedi', 1939)
- Pekside raamat ('Das Buch der Peksis', 1946)
- Nagu piisake meres ('Wie ein Tropfen im Meer', 1962)
- Noorte südamed ('Die Herzen der jungen Leute', 1954, 1956)

### Kurzprosasammlungen
- Kanarbik ('Heidekraut', 1927)
- 100 halli juust ('100 graue Haare', 1928)
- Pime armastus ('Blinde Liebe', 1941)
- Pöördepunktid ('Wendepunkte', 1946)
- Rahu nimel ('Im Namen des Friedens', 1951)
- Piitsa matused ('Die Beerdigung der Peitsche', 1957)
- Õnnetu armastus ('Unglückliche Liebe', 1957)
- Kevadet otsimas ('Auf der Suche nach dem Frühling', 1960)
- Vana võrukael ('Das alte Schlitzohr', 1966)
- Väga halb hinne ('Sehr schlechte Note', 1967)
- Viis lugu ('Fünf Geschichten', 1968)
- Okupatsioon ('Okkupation', 1969)
- Rõõmunäljane ('Freudehungrig', 1973)
- Vurriluu ('Schwirrknochen', 1980)
- Hull pääsuke ('Die verrückte Möwe', 1981)
- Metalliotsija ('Der Metallsucher', 1984)
- Hellus ('Zärtlichkeitr', 1985)

### Kinderbücher
- Sinisulg depoost ('Die blaue Feder aus dem Depot', 1948)
- Kolm pähklit ('Drei Nüsse', 1955)
- Hilised võililled ('Die späten Butterblumen', 1958)
- Piibar (1968)
- Ühe tehiskoera seiklused ('Die Abenteuer eines Kunsthundes', 1975)
- Kus kuu oli? ('Wo war der Mond', 1985)

### Andere Texte
- Mina elan ('Ich lebe', Schauspiel, 1956)
- Juka ('Juka', Minituren und Gedichte, 1963)
- Ameeriklased tulid ('Die Amerikaner sind gekommen', Schauspiel, 1959)
- Lemmiktoit ('Lieblingsspeise', Humoresken, 1967)
- Peegel tänaval ('Der Spiegel auf der Straße', Gedichte 1978)

## Preise
- Verdienter Schriftsteller der Estnischen SSR 1959
- Volksschriftsteller der Estnischen SSR 1972
- Friedebert-Tuglas-Novellenpreis 1984

## Rezeption in Deutschland
Krusten ist nur wenig bekannt im deutschsprachigen Raum, obwohl er mit seinem Roman Wie ein Tropfen im Meer sogar zeitweilig in Kindlers Literatur Lexikon gelangt war. In der dritten Auflage (2009) ist er jedoch nicht mehr enthalten.
Keiner seiner Romane ist ins Deutsche übersetzt worden, nur einige Kurzgeschichten sind in Anthologien enthalten:
- Die Braut – Sattlermeister Maalut – Die Asche, in: Der letzte Strandräuber. Estnische Erzählungen aus sieben Jahrzehnten. Ausgewählt von Alexander Baer, Welta Ehlert, Nikolai Sillat. Berlin: Verlag Volk und Welt 1975, S. 91–118.

- Auf der Suche nach dem Frühling – Die weiße Ente, in: Der gütige Beschützer der Schiffersleut'. Estnische Kurzprosa aus vier Jahrzehnten. Ausgewählt von August Eelmäe. Tallinn: Perioodika 1984, S. 48–55.

## Privatleben
Erni Krusten war mit Jetta Alice Krusten (geb. Kobin, 1913–1964) verheiratet. Das Paar hatte zwei Kinder. Er war u. a. der Bruder des Karikaturisten Otto Krusten (Pseudonym Raudnõges, 1888–1937) und des Journalisten und Schriftstellers Pedro Krusten (1897–1987).
Erni Krusten liegt auf dem Tallinner Waldfriedhof begraben.